# Joseph Estrada

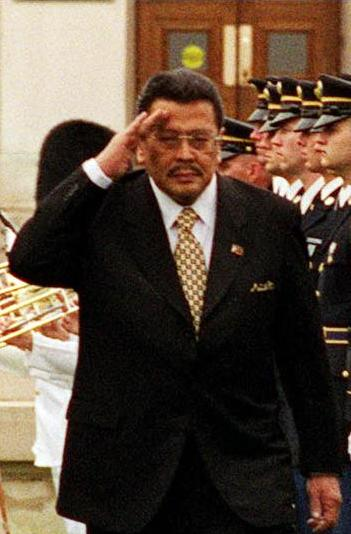
Joseph Estrada

José Marcelo Ejército, més conegut com a Joseph «Erap» Estrada (Manila, 19 d'abril de 1937), és un polític i fou un actor filipí, President de la República entre 1998 i 2001.
Va abandonar els estudis universitaris per entrar en una pandilla, i la seva família li va prohibir utilitzar el cognom Ejército, de manera que se'l va canviar per Estrada. Es va fer popular com a actor, ja que va fer més de cent pel·lícules al llarg de trenta-tres anys. Després d'haver estat alcalde, senador i vicepresident, va guanyar amb molta facilitat les eleccions generals filipines de 1998, que el van portar a la Presidència, amb Gloria Macapagal-Arroyo com a vicepresidenta. Va declarar la guerra al Front Islàmic d'Alliberament Moro. Ara bé, aviat es va veure esquitxat per diversos escàndols de suborn i corrupció. El 19 de gener de 2001 el Tribunal Suprem el va destituir del càrrec i el va succeir la seva vicepresidenta. El 2007 fou condemnat a presó perpètua, tot i que li van perdonar. Es va tornar a presentar a les eleccions presidencials del 2010, però va quedar segon després del senador Benigno Aquino, que esdevingué el següent president.